# Untereisenbach
Untereisenbach (Luxemburgs: Ënnereesbech) is een plaats in de Luxemburgse gemeente Parc Hosingen.
Tot de plaats behoort ook het gehucht Obereisenbach, terwijl aan de overzijde van de Our, in Duitsland, de plaats Übereisenbach ligt.

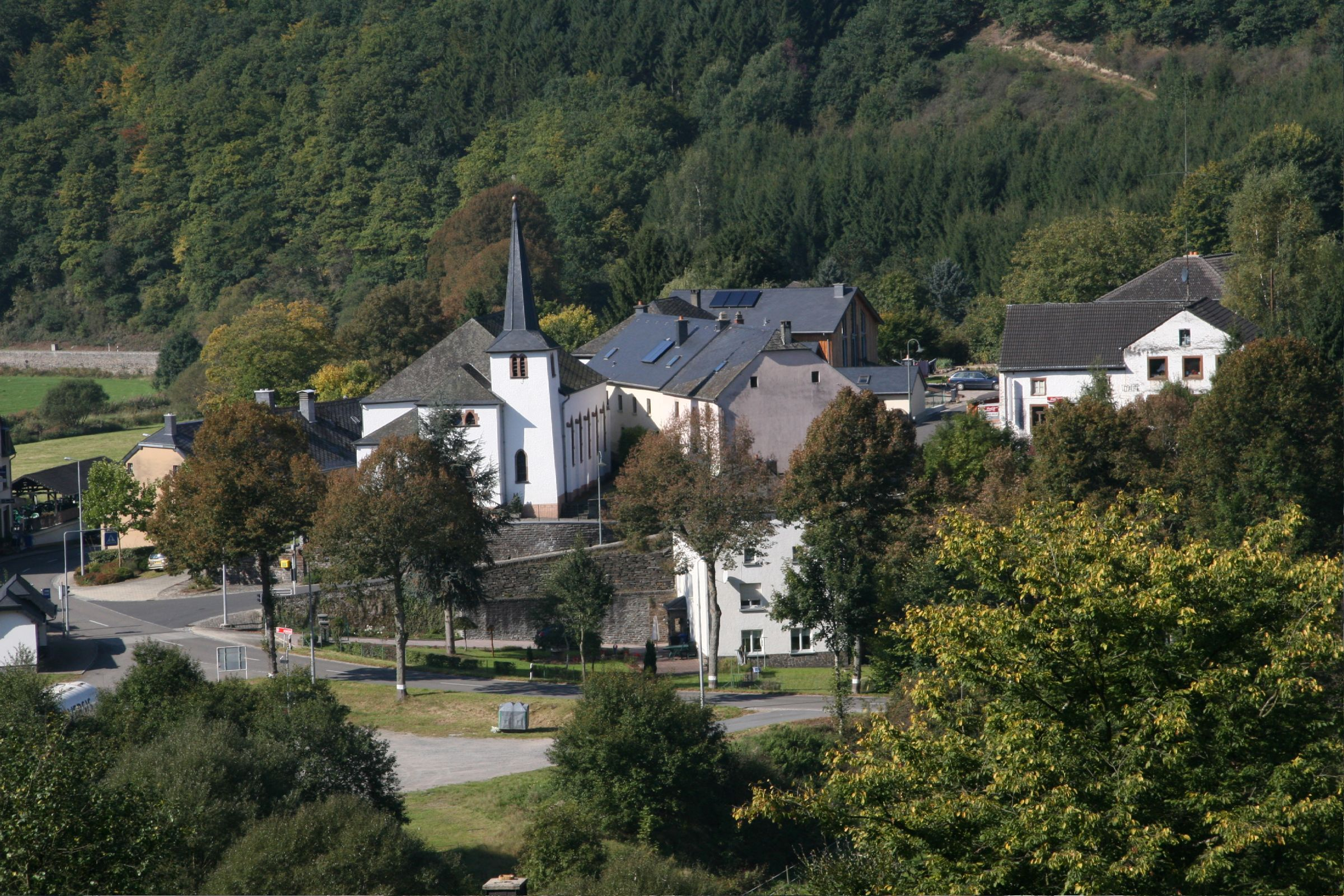
Untereisenbach gezien vanuit Übereisenbach

## Bezienswaardigheden
- Sint-Willibrorduskerk
- Kapel van Obereisenbach

## Nabijgelegen kernen
Rodershausen, Übereisenbach, Stolzembourg, Gemünd